# Passiflora gracilis
Passiflora gracilis J.Jacq. ex Link – gatunek rośliny z rodziny męczennicowatych (Passifloraceae Juss. ex Kunth in Humb.). Występuje naturalnie w Gwatemali, Hondurasie, Nikaragui, Kostaryce, Wenezuela, Gujanie, Brazylii oraz Ekwadorze. Jednak niektóre źródła wykluczają występowanie tego gatunku w Brazylii.

## Morfologia
PokrójZdrewniałe, trwałe, owłosione liany.
LiściePotrójnie klapowane. Mają 3–7 cm długości oraz 7–10 cm szerokości. Całobrzegie, z tępym lub ostrym wierzchołkiem. Ogonek liściowy jest owłosiony i ma długość 4–12 cm. Przylistki są liniowe, mają 2–15 mm długości.
KwiatyPojedyncze. Działki kielicha są podłużne, białawe, mają 0,8–1,2 cm długości. Przykoronek ułożony jest w jednym rzędzie, purpurowoczerwony, ma 5–8 mm długości.
OwoceSą elipsoidalnego kształtu. Mają 3–5 cm długości i 1,3–2,5 cm średnicy.

## Biologia i ekologia
Występuje w lasach na wysokości 800–900 m n.p.m.